# Seito shokun!
Seito shokun! (生徒諸君!? lett. "Gentili studenti!") è una serie manga di genere shōjo scritta e disegnata da Yōko Shōji in 24 volumi e pubblicata a partire dal 1977; un sequel è uscito dal 2003. Ne è stato tratto un speciale televisivo anime nel 1986 a cura di Ashi Productions e un dorama stagionale primaverile in 10 puntate prodotto da TV Asahi e mandato in onda nel 2007.

## Trama
Gli studenti che non si fidano degli insegnanti, il corpo docente alle prese con la fede nei propri metodi educativi, i genitori e le famiglie che addossano la colpa alla scuola per il comportamento poco ortodosso adottato dai figli e per gli scarsi risultati didattici ottenuti. Questi i tre temi che s'avvicendano lungo tutto il corso della storia.
Naoko è una nuova insegnante giunta in questa scuola superiore: s'imbatterà immediatamente nelle vicende e nei problemi umani quotidiani che affrontano i suoi alunni, tentando di giungere ad un compromesso tra giovani e adulti e ad un cambio di rotta in meglio nel moderno sistema educativo.

## Personaggi

### Protagonisti
- Rina Uchiyama - Kitashiro Naoko (Nakkii)/Kitashiro Mariko (sorella gemella di Naoko)
- Kippei Shiina - Hyuga Yuichiro
- Maki Horikita - Kimura Juria
- Kanata Hongō - Aoki Kohei
- Masaki Okada - Kinoshita Kaoru
- Ikkei Watanabe - Miyazawa Giichi
- Nenji Kobayashi - Kishimoto Majime
- Bokuzo Masana - Nomura Shinji
- Masanori Ishii - Orito Satoshi
- Misa Uehara - Torii Rena
- Yū Shirota - Mizuhara Ken
- Natsuko Hoshino - Yonezaki Komako
- Kotaro Shiga - Kameda Yokichi

### Classe 2-3
- Nao Minamisawa - Kanzaki Ayumi
- Elena Natsumi - Okazawa Mari
- Ryuya Wakaba - Shirai Naoki
- Chihiro Kaji - Amamiya Yukiko
- Naruki Matsukawa - Ueda Toshiya
- Shoko Fujimura - Taya Midori
- Reina Hoshikawa - Yoshizawa Yuka
- Junpei Mizobata - Kusakabe Kazuma
- Kazuki Hagiwara - Inui Kosuke
- Maiko Abe - Usami Ayame
- Kenta Tsukada - Onda Ren
- Mikako Kobayashi - Konno Mayuma
- Mizuki Kuno - Sakurai Naho
- Rei Okamoto - Shibata Anri
- Shōta Sometani - Tamai Yoshihisa
- Sho - Tsujimoto Hikari
- Taiga - Tomioka Takashi
- Chiaki Sato - Nagashima Miku
- Kento Takahashi - Naruse Taro
- Aimi Hasegawa - Nonomura Yuri
- Hiroto Ito - Hayasaka Tokio
- Yukiko Yabe - Fukami Chika
- Konomi Goto - Manabe Hina
- Shohei Yamazaki - Miura Kai
- Mami Ueno - Miyake Shizuka
- Yuta Yamada - Yuuki Takuya
- Motoki Ochiai - Watanabe Jun

### Star ospiti
- Meisa Kuroki - Sonoi Yuuko (ep. 1)
- Tetsushi Tanaka - Mitsui Kyohei (ep. 2 e 3)
- Morooka Moro - Konoshita Kaoru's father (ep. 2)
- Hiroko Nakajima - madre di Shirai Naoki (ep. 2 e 4)
- Yuu Tokui - insegnante in video educativi (ep. 2)
- Takeo Nakahara - Mitsui Shogo (ep. 3, 6 e 10)
- Tomoya Takeuchi - the student in Free School (ep. 4)
- Taiki Nakabayashi - Iwasaki Hajime (ep. 5-6)
- Ken Mitsuishi - Higashikokubaru Hideki (ep. 6)
- Kohei Murakami - the doctor on the group date (ep. 6)
- Michiko Ameku - Aoki Fumiyo (ep. 6 e 7)
- Sho Kubo - fratellino di Hyuga Yuichiro (ep. 7)
- Toshinobu Matsuo - Horie Yasushihito (ep. 8 e 9)
- Satomi Nagano - Kimura Aya (ep. 8-10)
- Chizuru Azuma - Horie Nobuko (ep. 8-10)
- Ryohei Suzuki - Minamida (ep. 10)

## Episodi
| n° | Titolo originale                                                      | Titolo tradotto                                                                  | Prima TV Giappone |
| -- | --------------------------------------------------------------------- | -------------------------------------------------------------------------------- | ----------------- |
| 1  | Uza i kyōshi o tsuihō seyo! (ウザい教師を追放せよ!?)                  | Sbarazzatevi degli insegnanti fastidiosi!                                        | 20 aprile 2007    |
| 2  | Kigen wa isshūkan! Seito-tachi no wana (期限は一週間! 生徒達の罠?)    | La scadenza è una settimana! La trappola degli studenti                          | 27 aprile 2007    |
| 3  | Yakusoku! Kitto kimitachi o mamoru (約束! きっと君たちを守る?)        | Lo prometto! Ti proteggerò sicuramente                                           | 4 maggio 2007     |
| 4  | Tenkō… namida no Hōmurūmu! (転校…涙のホームルーム!?)                  | Trasferimento di scuola... lacrime in classe!                                    | 11 maggio 2007    |
| 5  | Dai gyakuten 〜 14-sai no dokuritsu sensō! (大逆転〜14歳の独立戦争!?) | La grande inversione di tendenza: La guerra d'indipendenza di un quattordicenne! | 18 maggio 2007    |
| 6  | Saikō no shūgakuryokō (最高の修学旅行?)                               | La migliore gita scolastica                                                      | 25 maggio 2007    |
| 7  | Gakkō vs 14-sai 〜 kesshi no jikyū-sen (学校vs14才〜決死の持久戦?)    | Scuola contro quattordicenni: Una disperata battaglia di resistenza              | 1º giugno 2007    |
| 8  | Uso no egao to honto no nakama (ウソの笑顔とホントの仲間?)            | Sorrisi falsi e amici veri                                                       | 8 giugno 2007     |
| 9  | Oni oba to no sōzetsu Batoru kaishi (鬼伯母との壮絶バトル開始?)       | Inizia la feroce battaglia con la zia demone                                     | 15 giugno 2007    |
| 10 | Kyōshi Nakkī saigo no tatakai (教師ナッキー最後の戦い?)               | L'ultima battaglia dell'insegnante Nakkii                                        | 22 giugno 2007    |